# Sovcomflot

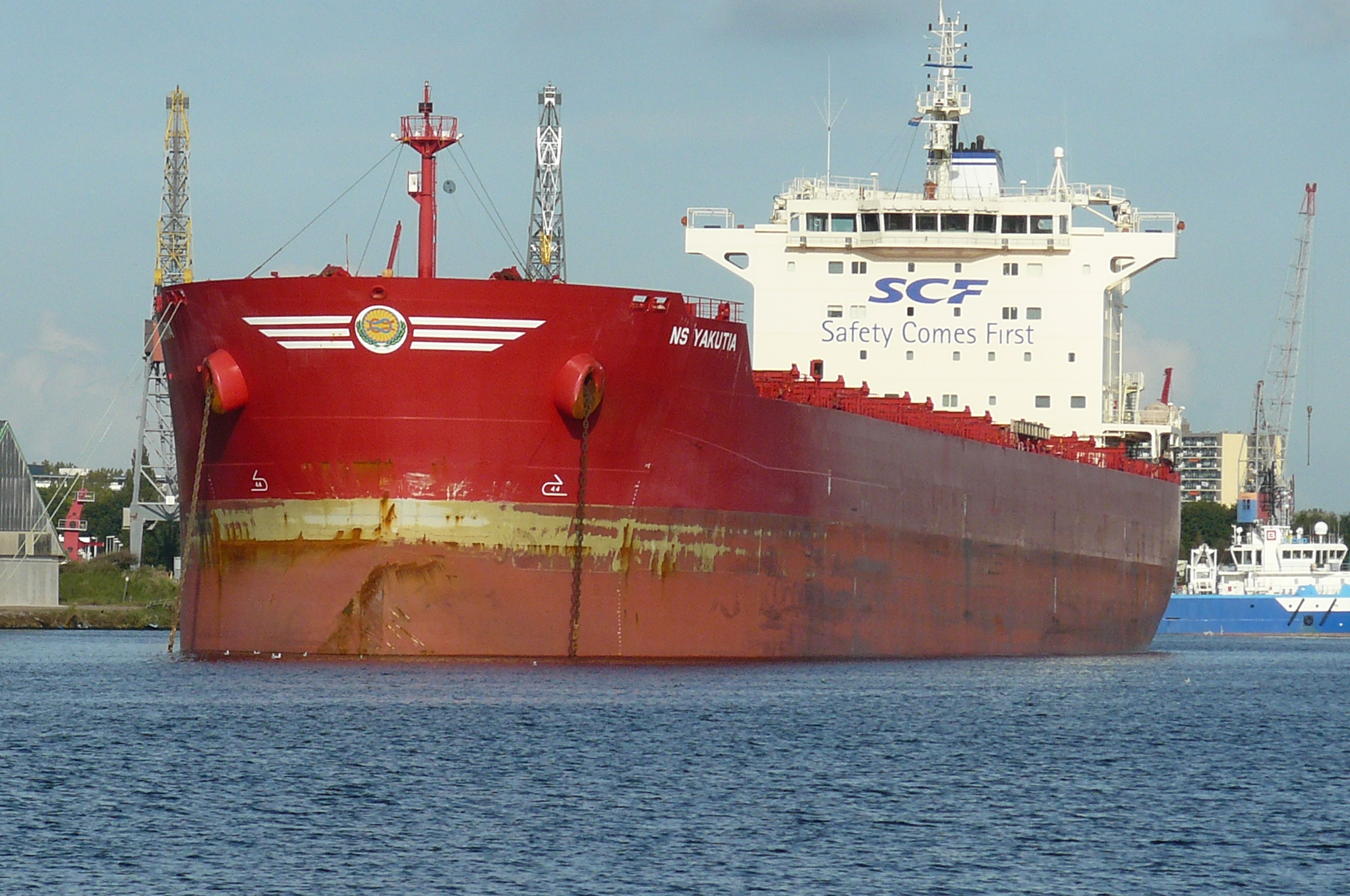
NS Yakutia in the Westhaven van Amsterdam

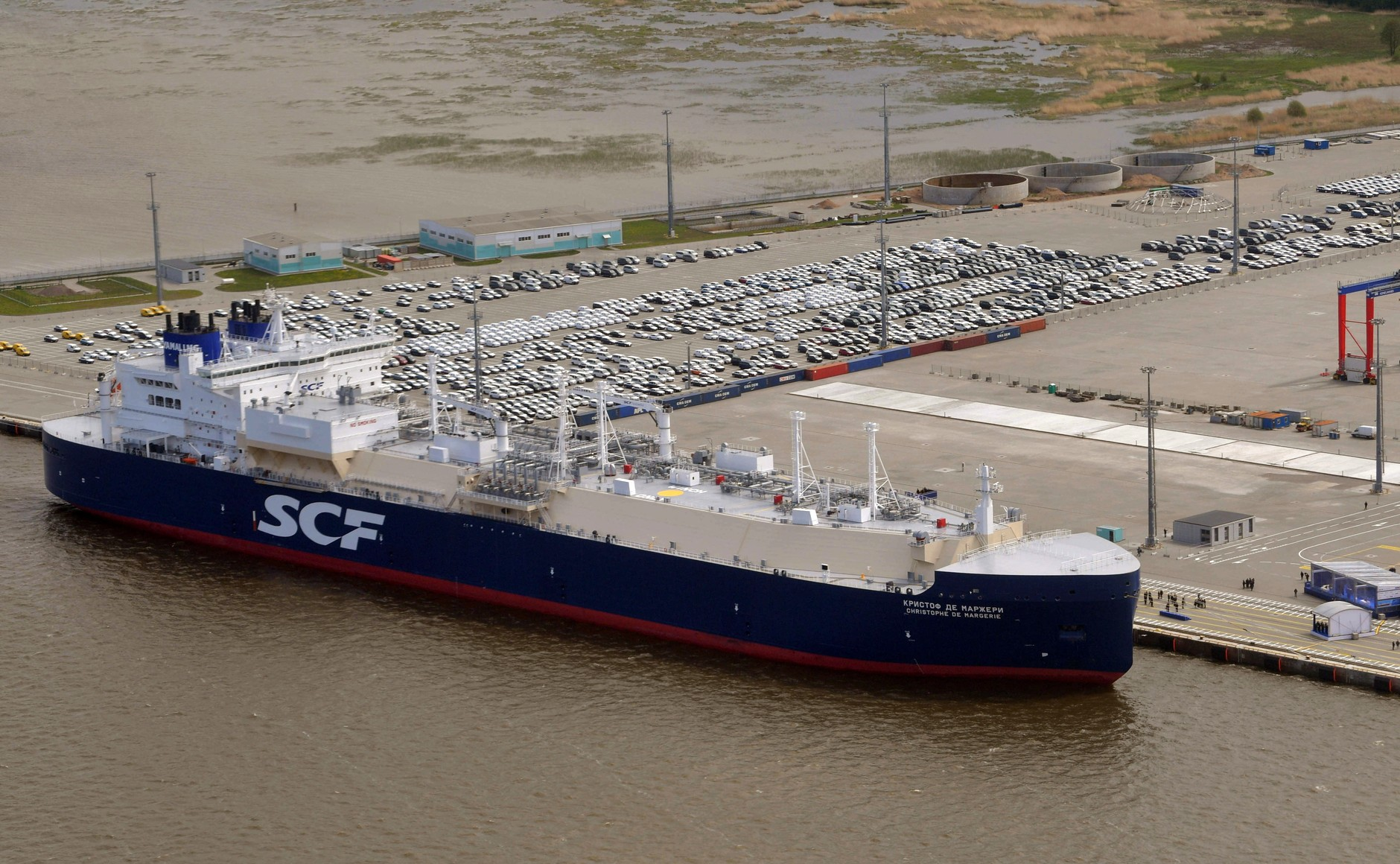
LNG tanker Christophe de Margerie

Sovcomflot (Russisch: ПАО «Совкомфлот», ПАО «Современный коммерческий флот»), is een Russische rederij gespecialiseerd in het vervoer van olie, olieproducten en vloeibaar aardgas (LNG). De onderneming werd in 1988 opgericht en alle aandelen zijn in handen van de Russische staat. Sinds december 2005 staat het hoofdkantoor van Sovcomflot in Sint-Petersburg. In 2007-2008 nam Sovcomflot de schepen over van Novoship en werd daarmee de grootste reder van Rusland.

## Activiteiten, vloot en resultaten
Ultimo 2020 had Sovcomflot een vloot van 145 schepen, waarvan zo'n 100 tankers geschikt voor het vervoer van ruwe olie en olieproducten. Het heeft verder de beschikking over 13 gastanker voor het transport van vloeibaar aardgas of lpg. Het draagvermogen van de totale vloot was circa 12,6 miljoen DWT en de gemiddelde leeftijd was 11,6 jaar. De rederij heeft 82 schepen met een versterkte boeg die geschikt zijn voor transporten in ijs bedekte wateren zoals de Oostzee en de Noordelijke IJszee. De schepen zijn veelal gebouwd op werven in Rusland, Zuid-Korea en Kroatië. Per jaarultimo 2020 had het orders uitstaan voor 28 schepen die voor 2026 worden geleverd.
In maart 2017 plaatste Sovcomflot een order voor vier olietankers die vloeibaar aardgas als brandstof gaan gebruiken. De uitstoot van schadelijke gassen wordt daarmee belangrijk minder in vergelijking tot schepen die stookolie verstoken. De vier schepen van 114.000 dwt worden gebouwd door de Zuid-Koreaanse werf van Hyundai Samho Heavy Industries. De tankers worden 250 meters lang een 44 meter breed en komen in het tweede halfjaar van 2018 in de vaart. De schepen gaan onder charter varen voor Royal Dutch Shell in Noord-Europa inclusief de Oostzee.

### Bedrijfsgegevens
| Jaar | Omzet (×miljoen) | Nettoresultaat (×miljoen) | Schepen | Capaciteit (×miljoen DWT) | Werknemers |
| ---- | ---------------- | ------------------------- | ------- | ------------------------- | ---------- |
| 2008 | US$ 1634         | US$ 406,2                 | 132     | 9,2                       | n.b.       |
| 2009 | US$ 1222         | US$ 216,8                 | 144     | 10,2                      | 5283       |
| 2010 | US$ 1313         | US$ 164,3                 | 135     | 10,4                      | 5116       |
| 2011 | US$ 1439         | US$ 53,7                  | 140     | 11,2                      | 5255       |
| 2012 | US$ 1443         | US$ 33,2                  | 157     | 11,9                      | 5437       |
| 2013 | US$ 1263         | US$ −39,2                 | 158     | 12,7                      | n.b.       |
| 2014 | US$ 1387         | US$ 83,9                  | 152     | 12,7                      | n.b.       |
| 2015 | US$ 1483         | US$ 354,5                 | 143     | 12,4                      | n.b.       |
| 2016 | US$ 1388         | US$ 206,8                 | 146     | 13,0                      | n.b.       |
| 2017 | US$ 1435         | US$ −113,0                | 150     | 13,1                      | 7800       |
| 2018 | US$ 1520         | US$ −45,6                 | 144     | 12,4                      | 7800       |
| 2019 | US$ 1665         | US$ 225,4                 | 147     | 12,9                      | 7700       |
| 2020 | US$ 1653         | US$ 266,9                 | 157     | 12,6                      | 8000       |

Op 7 oktober 2020 werden de aandelen geïntroduceerd op de beurs van Moskou tegen een prijs van 105 Russische roebel (circa US$ 1,34) per aandeel. Het ticker symbol is FLOT. De introductie werd gebruikt om zo'n US$ 500 miljoen aan kapitaal op te halen door nieuwe aandelen uit te geven. De marktwaarde van de hele rederij kwam daarmee op zo'n US$ 3,2 miljard. Na de transactie heeft de Russische staat nog 82,8% van de aandelen in handen.

## Route over de Noordelijke IJszee
In augustus 2010 maakte de tanker Baltica van Sovcomflot een reis langs de noordkust van Rusland van Moermansk naar Pevek. Met haar 117.000 ton was dit het grootste schip dat deze gevaarlijke Noordoostelijke Doorvaart heeft gevaren. Onder begeleiding van ijsbrekers legde het schip, met ijsklasse 1A, de reis van 2500 zeemijl af in 11 dagen. In 2012 werd dit record gebroken door een ander schip van Sovcomflot. De suezmax-tanker Vladimir Tikhonov van 160.000 ton voer een nog noordelijker route. De volgeladen tanker legde in 28 dagen een afstand af van 8.500 zeemijl af van Moermansk naar een haven in Thailand. Dit schip werd ook begeleid door ijsbrekers, de Yamal en 50 Let Pobedy. De tijdwinst was zeven dagen in vergelijking tot de traditionele route via het Suezkanaal.